# The Transsexual Empire
«The Transsexual Empire: The Making of the She-Male» (с англ. — «Транссексуальная империя: создание шимейл») — трансфобная и трансмизогинистская книга радикальной феминистки Дженис Реймонд, изданная в 1979 году. Переиздана в 1994 году.
В своей работе Дженис Реймонд аксиоматически заявила, что транссексуальность является прямым следствием патриархальных стереотипов, отвергая все иные научные гипотезы о причинах транссексуальности, а также призвала к «моральному запрету» на транссексуальность. Основав свою аргументацию на логической ошибке «апелляция к природе», Реймонд заявила о том, что транс-женщины не являются настоящими женщинами. Работа оказала большое влияние на становление транс-эксклюзивного радикального феминизма.
Критический ответ на данную работу, написанный транс-женщиной Сэнди Стоун, положил начало трансгендерным исследованиям.
Джемми Бимин характеризует работу Реймонд как основанную на параноидальной конспирологической теории о том, что транс-женщины создают из себя «искусственных женщин» с целью вторжения в лесбийские и феминистские пространства, при этом в реальности не имея женской гендерной идентичности.